# Iwona Niedzielska
Iwona Niedzielska (ur. 28 listopada 1956 w Kielcach) – polska piosenkarka estradowa, mezzosopran.
Po ukończonym liceum ekonomicznym, bez przygotowania muzycznego zadebiutowała w 1976 w Państwowym Zespole Ludowym Pieśni i Tańca „Mazowsze”. W latach 1977–1983 była solistką zespołu Arianie. Laureatka „Srebrnego Pierścienia” na Festiwalu Piosenki Żołnierskiej w 1982, 1984, 1986 (z Piotrem Janczerskim za „Piosenkę z XX Festiwalu”) oraz „Złotego Pierścienia” w 1989. Koncertowała w ZSRR, Czechosłowacji i Mongolii.
Wykonywała utwory m.in. Agnieszki Osieckiej, Katarzyny Gärtner, Marka Gaszyńskiego, Janusza Kondratowicza. Dokonała nagrań archiwalnych dla Polskiego Radia w Łodzi i Katowicach z orkiestrami Jerzego Miliana i Henryka Debicha. Do przebojów należą m.in. Złoty deszcz, Z życia wzięte, Panie śmiech i A gdzie to miasto.
Ze względu na asocjację do Festiwalu Piosenki Żołnierskiej w Kołobrzegu, w latach 90. zbojkotowało ją radio i telewizja, przez co od 20 lat nie występuje na dużych scenach. Nadal jednak śpiewa, głównie w małych miejscowościach. Współpracuje z reaktywowanym zespołem Arianie
Żyje na uboczu, przez wiele lat w Koszalinie, a od 2010 w Pile.

## Dyskografia
Albumy studyjne
- 1988 – Życie na bis
- 1989 – Twoja laleczka
- 1990 – Polubisz to
- 1992 – Cicha noc – Kolędy
- 1992 – Gwiazda wigilijna
- 1992 – Janko Muzykant Bend
- 2000 – Chcę wyjechać na wieś
- 2005 – Są takie dni w tygodniu
- 2008 – Rozluźnij się